# Opasquia Provincial Park
Opasquia Provincial Park är en park i Kanada.   Den ligger i provinsen Ontario, i den sydöstra delen av landet, 1 500 km nordväst om huvudstaden Ottawa. Opasquia Provincial Park ligger 277 meter över havet.
Terrängen runt Opasquia Provincial Park är platt. Trakten runt Opasquia Provincial Park är nära nog obefolkad, med mindre än två invånare per kvadratkilometer.. Det finns inga samhällen i närheten.
I omgivningarna runt Opasquia Provincial Park växer i huvudsak barrskog.